# Alfabeto deseret
L'alfabeto deseret (inglese Deseret alphabet, trascritto, nello stesso alfabeto, come 𐐼𐐯𐑅𐐨𐑉𐐯𐐻 𐐰𐑊𐑁𐐩𐐺𐐯𐐻 od anche 𐐼𐐯𐑆𐐲𐑉𐐯𐐻 𐐰𐑊𐑁𐐲𐐺𐐯𐐻) è un alfabeto fonetico inventato a metà del XIX secolo dalla Tavola dei reggenti dell'Università di Deseret (poi divenuta L'Università dello Utah) sotto la guida di Brigham Young, secondo presidente della Chiesa di Gesù Cristo dei santi degli ultimi giorni. Esso fu pensato soprattutto per rappresentare in maniera più accurata la fonetica della lingua inglese.

## Etimologia
Deseret è un termine derivante dal Libro di Mormon, uno dei testi sacri della Chiesa di Gesù Cristo dei santi degli ultimi giorni. Secondo questo testo, "deseret" significa "ape" nella lingua dei Jarediti, un gruppo che, secondo i membri della Chiesa, si trasferì nelle Americhe al tempo della costruzione della Torre di Babele. La parola deseret viene usata inoltre per indicare lo "Stato di Deseret", un territorio provvisorio degli Stati Uniti proposto nel 1849 e situato a cavallo tra gli odierni Utah e Nevada. Esso tuttavia non fu mai riconosciuto dalle autorità statunitensi.

## Invenzione ed uso

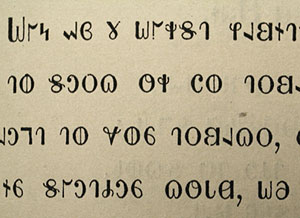
Esempio dal Deseret Second Book, stampato nel 1868. Le prime tre parole (e parte della quarta) recitano "One of the worst habit[s]" (in lettura fonetica "W-u-n ah-v thee w-u-r-s-t")

Scopo dell'alfabeto era sostituire il tradizionale alfabeto latino con un'altra scrittura, foneticamente più adatta a rappresentare la lingua inglese. Ciò avrebbe favorito l'apprendimento dell'inglese da parte degli immigrati, giacché la tradizionale ortografia inglese, in alfabeto latino, è meno aderente alla pronuncia di quella di altre lingue. Esperimenti simili non erano insoliti in quel periodo: alcuni fra i più noti comprendono la stenografia Pitman e, molto dopo, l'alfabeto shaviano.
Sforzi del genere, inoltre, non sono insoliti nemmeno all'interno di movimenti religiosi messianici come quello da cui è nato.
L'alfabeto deseret fu inventato da un comitato costituito primariamente dalla tavola dei reggenti dell'Università e dai leader della Chiesa di Gesù Cristo dei Santi degli Ultimi Giorni, quali Parley P. Pratt e Heber C. Kimball. Contribuirono all'opera di sviluppo e caratterizzazione dell'alfabeto, in particolare, Pratt e George D. Watt, un esperto locale di sistemi stenografici.
L'alfabeto deseret può essere stato ispirato o basato sull'alfabeto fonetico di Michael Hull Barton's, pubblicato in opere edite a Boston e Harvard nel periodo 1830-1832. Originariamente di confessione quacchera, Barton ottenne il battesimo nella Chiesa mormone a Portsmouth, New Hampshire, intorno all'ottobre del 1831 (mentre stava già svolgendo studi e sperimentazioni in materia fonetica), ma dopo pochi mesi si convertì al movimento shaker pur continuando a incontrare leader della Chiesa sino almeno al 1844. L'alfabeto subì tre principali revisioni nei suoi primi anni.
Con questo alfabeto furono stampati almeno quattro libri: due abbecedari, The First Deseret Alphabet Reader, The Second Deseret Alphabet Reader, e due libri religiosi del canone della Chiesa, Il Libro di Mormon, ed una porzione dello stesso chiamata Primo Nephi-Omni. Inoltre il periodico Deseret News pubblicò vari articoli ed il Nuovo Testamento, stampati con un torchio procurato da Orson Pratt.
Nonostante l'intensa pubblicità, l'alfabeto deseret non ebbe un grande successo. La riluttanza ad adottarlo si dovette in parte ai costi proibitivi di stampa (Pratt stimò che la stampa di una comune biblioteca sarebbe costata più di un milione di dollari). Come indizio del suo impiego limitato, si rileva che è nota una sola iscrizione tombale in alfabeto deseret.

## Tavola dei caratteri
La versione 3.1 dello standard Unicode include l'alfabeto deseret nelle posizioni da 10400 a 1044F; la versione 4.0 aggiunge le lettere Oi ed Ew. La maggioranza di combinazioni tra sistemi operativi, browser e tipi di carattere installati non sarà in grado di mostrare correttamente questa tabella; tra i browser capaci di farlo correttamente vi sono Safari, Camino e Firefox in ambiente Mac OS X 10.3.9 o più recente.)
| Maiuscole | Maiuscole | Maiuscole | Maiuscole | Minuscole | Minuscole | Minuscole | Minuscole |
| Hex       | Decimale  | Carattere | Nome      | Hex       | Decimale  | Carattere | Nome      |
| --------- | --------- | --------- | --------- | --------- | --------- | --------- | --------- |
| 10400     | 66560     | 𐐀         | I lunga   | 10428     | 66600     | 𐐨         | I lunga   |
| 10401     | 66561     | 𐐁         | E lunga   | 10429     | 66601     | 𐐩         | E lunga   |
| 10402     | 66562     | 𐐂         | A lunga   | 1042A     | 66602     | 𐐪         | A lunga   |
| 10403     | 66563     | 𐐃         | Ah lunga  | 1042B     | 66603     | 𐐫         | Ah lunga  |
| 10404     | 66564     | 𐐄         | O lunga   | 1042C     | 66604     | 𐐬         | O lunga   |
| 10405     | 66565     | 𐐅         | Oo lunga  | 1042D     | 66605     | 𐐭         | Oo lunga  |
| 10406     | 66566     | 𐐆         | I breve   | 1042E     | 66606     | 𐐮         | I breve   |
| 10407     | 66567     | 𐐇         | E breve   | 1042F     | 66607     | 𐐯         | E breve   |
| 10408     | 66568     | 𐐈         | A breve   | 10430     | 66608     | 𐐰         | A breve   |
| 10409     | 66569     | 𐐉         | Ah breve  | 10431     | 66609     | 𐐱         | Ah breve  |
| 1040A     | 66570     | 𐐊         | O breve   | 10432     | 66610     | 𐐲         | O breve   |
| 1040B     | 66571     | 𐐋         | Oo breve  | 10433     | 66611     | 𐐳         | Oo breve  |
| 1040C     | 66572     | 𐐌         | Ay        | 10434     | 66612     | 𐐴         | Ay        |
| 1040D     | 66573     | 𐐍         | Ow        | 10435     | 66613     | 𐐵         | Ow        |
| 1040E     | 66574     | 𐐎         | Wu        | 10436     | 66614     | 𐐶         | Wu        |
| 1040F     | 66575     | 𐐏         | Yee       | 10437     | 66615     | 𐐷         | Yee       |
| 10410     | 66576     | 𐐐         | H         | 10438     | 66616     | 𐐸         | H         |
| 10411     | 66577     | 𐐑         | Pee       | 10439     | 66617     | 𐐹         | Pee       |
| 10412     | 66578     | 𐐒         | Bee       | 1043A     | 66618     | 𐐺         | Bee       |
| 10413     | 66579     | 𐐓         | Tee       | 1043B     | 66619     | 𐐻         | Tee       |
| 10414     | 66580     | 𐐔         | Dee       | 1043C     | 66620     | 𐐼         | Dee       |
| 10415     | 66581     | 𐐕         | Chee      | 1043D     | 66621     | 𐐽         | Chee      |
| 10416     | 66582     | 𐐖         | Jee       | 1043E     | 66622     | 𐐾         | Jee       |
| 10417     | 66583     | 𐐗         | Kay       | 1043F     | 66623     | 𐐿         | Kay       |
| 10418     | 66584     | 𐐘         | Gay       | 10440     | 66624     | 𐑀         | Gay       |
| 10419     | 66585     | 𐐙         | Ef        | 10441     | 66625     | 𐑁         | Ef        |
| 1041A     | 66586     | 𐐚         | Vee       | 10442     | 66626     | 𐑂         | Vee       |
| 1041B     | 66587     | 𐐛         | Eth       | 10443     | 66627     | 𐑃         | Eth       |
| 1041C     | 66588     | 𐐜         | Thee      | 10444     | 66628     | 𐑄         | Thee      |
| 1041D     | 66589     | 𐐝         | Es        | 10445     | 66629     | 𐑅         | Es        |
| 1041E     | 66590     | 𐐞         | Zee       | 10446     | 66630     | 𐑆         | Zee       |
| 1041F     | 66591     | 𐐟         | Esh       | 10447     | 66631     | 𐑇         | Esh       |
| 10420     | 66592     | 𐐠         | Zhee      | 10448     | 66632     | 𐑈         | Zhee      |
| 10421     | 66593     | 𐐡         | Er        | 10449     | 66633     | 𐑉         | Er        |
| 10422     | 66594     | 𐐢         | El        | 1044A     | 66634     | 𐑊         | El        |
| 10423     | 66595     | 𐐣         | Em        | 1044B     | 66635     | 𐑋         | Em        |
| 10424     | 66596     | 𐐤         | En        | 1044C     | 66636     | 𐑌         | En        |
| 10425     | 66597     | 𐐥         | Eng       | 1044D     | 66637     | 𐑍         | Eng       |
| 10426     | 66598     | 𐐦         | Oi        | 1044E     | 66638     | 𐑎         | Oi        |
| 10427     | 66599     | 𐐧         | Ew        | 1044F     | 66639     | 𐑏         | Ew        |